# Deadline (band)
Deadline is een Britse punkband uit Londen. De band werd opgericht in het jaar 2000.

## Geschiedenis
Deadline bracht in 2000 een demo uit, gevolgd door een zelfgeproduceerd album in 2001, getiteld More to It. Een grote tournee volgde, waarna ze startten met het schrijven van een nieuw album, Back for More, dat in 2003 uitkwam. Opnieuw volgde een tournee, ondanks een kleine wisseling in de bezetting.
Hierna speelde Deadline in december 2003 op het belangrijke festival Punk & Disorderly in Berlijn. In 2005 maakte de band een nieuw album. Het kreeg de titel Getting Serious. In 2006 volgde opnieuw een nieuw album, Take a Good Look, waarna in 2007 een grote Europese tournee met Tiger Army volgde. In 2008 en 2010 verschenen respectievelijk de albums We're Taking Over en Bring the house down.

## Leden
- Liz Rose - zang
- Ryan Smyth - gitaar
- Lee Jones - gitaar
- Hervé Laurent - basgitaar
- Pascal Denni - drums

## Discografie

### Albums
- 2001 - More to It Than Meets the Eye
- 2003 - Back for More
- 2005 - Getting Serious
- 2006 - Take a Good Look
- 2008 - We're Taking Over
- 2010 - Bring the House Down